# 10130 Ardre
10130 Ardre è un asteroide della fascia principale. Scoperto nel 1993, presenta un'orbita caratterizzata da un semiasse maggiore pari a 2,1597943 UA e da un'eccentricità di 0,0339273, inclinata di 2,06049° rispetto all'eclittica.
L'asteroide è dedicato all'omonima località nei pressi del villaggio di Ljugarn nel comune svedese di Gotland.